# Église Saint-Dogmaël de Ploulec'h
L'église Saint-Dogmaël est un édifice situé à Ploulec'h, en France.

## Localisation
L'église est située sur le territoire de la commune de Ploulec'h, au lieu-dit Le Bourg, dans le département  des Côtes-d'Armor, en région Bretagne.

## Historique
L'église est inscrite au titre des monuments historiques par arrêté du 31 mars 1926.